# Pippo Baudo
Giuseppe Raimondo Vittorio Baudo, detto Pippo (Militello in Val di Catania, 7 giugno 1936 – Roma, 16 agosto 2025), è stato un conduttore televisivo, autore televisivo e conduttore radiofonico italiano.
Considerato uno dei volti più rappresentativi della televisione italiana, ha legato gran parte della sua carriera alla Rai, conducendo numerosi programmi di intrattenimento e tredici edizioni del Festival di Sanremo, di cui è stato più volte anche direttore artistico. Ha lanciato o rilanciato personalità, come Gianni Morandi, Adriano Celentano, Mina, Lucio Battisti, Laura Pausini, Giorgia e molti altri. Grazie al suo stile e al suo carisma, è diventato un punto di riferimento per la cultura popolare italiana, capace di coniugare spettacolo, intrattenimento e approfondimento televisivo.

## Biografia
Giuseppe "Pippo" Baudo nacque il 7 giugno 1936 a Militello in Val di Catania, in provincia (oggi città metropolitana) di Catania, figlio unico dell'avvocato Giovanni Baudo (1903-1990) e della casalinga Innocenza Pirracchio (1910-1993).
Baudo mosse i primi passi sul palco  Cine Teatro Tempio della sua città, di proprietà dell'amico di famiglia cavaliere Salvatore Tempi, intrattenendo il pubblico negli intervalli con prose e liriche e suonando il pianoforte. Frequentò il liceo classico "Secusio" di Caltagirone, completando l'ultimo anno di studi allo "Spedalieri" di Catania. Qui, insieme ai compagni di classe, mise in scena la commedia L'ex alunno di Giovanni Mosca. Dopo aver conseguito il diploma di maturità, restò in città e intraprese gli studi universitari. Conobbe Tuccio Musumeci e insieme scelsero la strada dello spettacolo: Musumeci come comico e Baudo nelle vesti di spalla e presentatore.

### Anni Cinquanta: gli inizi
Alla fine di novembre del 1955, Baudo fu scritturato a Catania dalla «Brigata d'Arte» di Turi Ferro e Ida Carrara per la quarta e quinta stagione di prosa del Teatro Sociale del Circolo Artistico etneo, utilizzando lo pseudonimo «M. Baudi». Tra le varie produzioni prese parte anche alla messinscena di Tutto per bene di Luigi Pirandello. Nel 1956 Baudo e Musumeci parteciparono a uno spettacolo delle Radiosquadre allestito da Luciano Rispoli a Ragalna, segnando il loro debutto in televisione. Sotto l'ombra del vulcano fonda il Centro Universitario Teatrale (C.U.T.): nell'aprile dello stesso anno, la compagnia, con la sua regia, presenta al Teatro Massimo Vincenzo Bellini di Catania la prima rappresentazione accademica in Italia di Aspettando Godot di Samuel Beckett.
Sempre nel 1956 scrisse e interpretò lo spettacolo di rivista 4 in matrimonio al Teatro Argentina di Catania. L'anno seguente portò in scena la commedia musicale in due atti Donna presente sconfitta presente.... Nel 1958, insieme al suo "Gruppo Artistico Universitario", propose A carte scoperte. Fu protagonista della rivista goliardica itinerante Il Ficcanaso dal 1957 al 1959.
Baudo si laureò in giurisprudenza all'Università degli Studi di Catania, anche se non esercitò mai la professione forense. La sera precedente la discussione della tesi, come egli stesso ha raccontato più volte in televisione, presentò il concorso di bellezza «Miss Sicilia» a Chiaramonte Gulfi, in provincia di Ragusa. Ripartì all'alba con un passaggio su un camioncino, sdraiato tra frutta e verdura, e arrivò a Catania appena in tempo per la discussione della tesi.
Alla fine degli anni cinquanta entrò come pianista e cantante nell'orchestra Moonlight, con cui nel 1959 esordì in televisione nel varietà La conchiglia d'oro, programma condotto da Enzo Tortora.

### Anni Sessanta: esordi televisivi e primo successo

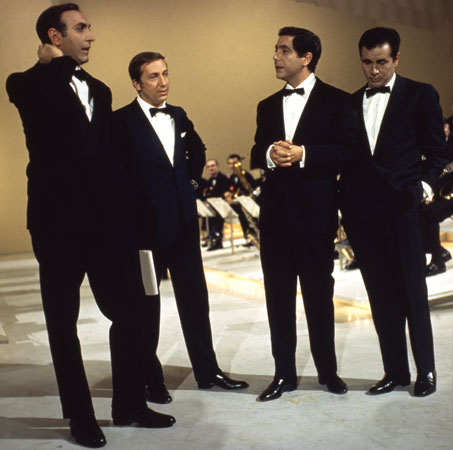
Baudo, Mike Bongiorno, Corrado ed Enzo Tortora a Sabato sera (1967)

Nel 1960 Baudo sostenne un provino in Rai, dove Antonello Falqui e Lino Procacci lo giudicarono «adatto per programmi minori». In seguito esordì come conduttore televisivo nel programma Guida degli emigranti, esperienza che si rivelò fondamentale nella sua formazione professionale. Laureato in diritto del lavoro, fu incaricato dal direttore del telegiornale di realizzare servizi all'estero sulle comunità italiane. I viaggi lo condussero dall'Africa al Belgio, dove ebbe modo di osservare da vicino le condizioni di vita degli emigranti italiani, comprese le difficili realtà dei minatori di Marcinelle, occasione in cui incontrò anche il padre del futuro cantante Adamo. Queste esperienze contribuirono a rafforzarne la sensibilità giornalistica e la capacità di raccontare storie con empatia e precisione.
Successivamente condusse Primo piano e Telecruciverba, oltre a diverse manifestazioni musicali, tra cui il Festival calabrese della Canzone Italiana di Vibo Valentia (1961), il Gran Festival di Piedigrotta (1962), il Festival di Napoli (1963, 1965 e 1966), CantaItalia (1964) e Il grande beat show / Ciao amici-Lancia a Torino (1966).
Nel 1965 Baudo prese parte, in tournée teatrale, alla rivista Scanzonatissimo di Dino Verde e Bruno Broccoli, insieme a Alighiero Noschese, Antonella Steni ed Elio Pandolfi.
Il successo arrivò con Settevoci (1966), la cui affermazione è spesso attribuita a un episodio fortuito: il 6 febbraio di quell'anno, la bobina del telefilm Le avventure di Rin Tin Tin non sarebbe giunta in tempo e la Rai fu costretta a mandare in onda la puntata pilota del programma, fino ad allora giudicata «intrasmissibile». La trasmissione ottenne immediato consenso e fu confermata per quattro stagioni, lanciando la carriera del conduttore, che in seguito dichiarò ironicamente: «Io devo il mio successo a un cane, lo devo a Rin Tin Tin».
Nel 1967 partecipa al Carnevale di Oleggio come presentatore (poi nuovamente nel 1977), considerato un periodo d'oro del carnevale oleggese. Nello stesso anno in TV condusse Eccetera, eccetera, insieme a Gino Bramieri e Marisa Del Frate. Il 17 giugno partecipò alla trasmissione Sabato sera, condotta da Mina, prendendo parte a un momento rimasto celebre della televisione italiana insieme a Corrado, Mike Bongiorno ed Enzo Tortora.
Nel 1968 presentò per la prima volta il Festival di Sanremo, accanto a Luisa Rivelli. Nello stesso anno fu anche il conduttore di Un disco per l'estate, manifestazione che aveva inaugurato quattro anni prima e che presentò nuovamente nel 1969, 1986, 1992 e 1993.
Musicista con radici jazz, nello stesso anno compose, insieme a Luciano Fineschi, la canzone Donna Rosa, con testi di Sergio Paolini e Stelio Silvestri. Il brano fu presentato come sigla di chiusura di Settevoci, dove venne interpretato da Nino Ferrer, divenendo uno dei momenti più apprezzati della trasmissione. L'anno successivo il brano ispirò il film-musicarello Il suo nome è Donna Rosa, diretto da Ettore Maria Fizzarotti, in cui Baudo recitò nel ruolo del "duca Pippo", firmando anche le musiche insieme a Fineschi.

### Anni Settanta: quiz, varietà e Domenica In

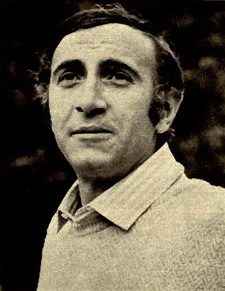
Baudo nel 1975

Dopo il successo ottenuto con Settevoci, ricevette dalla Rai l'incarico di condurre Canzonissima nelle edizioni del 1972 e 1973, affiancato rispettivamente da Loretta Goggi e Mita Medici.
Nel 1972 Baudo tornò in veste di attore come protagonista in teatro con la commedia musicale L'ora della fantasia, tratta dall'opera di Anna Bonacci e liberamente tradotta da Maurizio Costanzo, accanto a Sandra Mondaini, mentre le musiche furono firmate da Pippo Caruso. Le liriche delle canzoni furono scritte da Paolo Limiti, mentre scenografia e costumi furono opera di Carlo Tommasi e Corrado Colabucci, con la regia affidata a Davide Montemurri. Lo spettacolo univa musica e recitazione, segnando un'importante esperienza teatrale nel percorso artistico di Baudo. 
In radio dal 2 dicembre 1974 al 4 gennaio 1975 Baudo fu il padrone di casa per quel mese dello storico programma d'intrattenimento radiofonico del mattino "Voi ed io" in onda sul Programma Nazionale Radiorai (oggi Radio 1) tutti i giorni dal lunedì al sabato dalle 9 alle 11,10 riscuotendo vasti consensi in termini di ascolto.
Nel 1975 condusse il gioco a premi Spaccaquindici, che sostituì nel palinsesto del Secondo Programma lo storico Rischiatutto di Mike Bongiorno; nello stesso anno fu con Paola Tedesco alla guida di Un colpo di fortuna, quiz domenicale abbinato alla Lotteria Italia.
Nel 1976 fu la volta di Chi?, altro quiz trasmesso all'interno della Domenica in condotta da Corrado, in cui Baudo fu affiancato dall'attrice Elisabetta Virgili. Nel 1977, sempre nello stesso contenitore domenicale, condusse Secondo voi, il suo primo programma a colori, anch'esso abbinato alla Lotteria Italia, nel quale lanciò gli attori Beppe Grillo, Fioretta Mari, Tullio Solenghi e Jinny Steffan. Nel 1979 condusse il varietà del sabato sera Luna Park, in cui fu affiancato da Tina Turner e che vide il debutto televisivo della soubrette italo-statunitense Heather Parisi; nell'autunno dello stesso anno succedette nuovamente a Corrado al timone di Domenica in, programma con cui raggiunse la definitiva consacrazione, conducendolo fino al 1985. Se gli chiedevano cosa ci fosse di vero in questa rivalità con Pippo, rispondeva Corrado: «Non vedo perché debba essere rivale. Io non ho sentito Sordi parlare male di Tognazzi. Perché? Perché fra colleghi deve esserci una qualche tolleranza, un certo savoir faire...».
Nel 1979 con l'avvento della televisione privata collaborò all'avvio dell'emittente catanese Antenna Sicilia per la programmazione del palinsesto e presentò personalmente alcuni spettacoli tv tra cui, per diversi anni, il Festival della nuova canzone siciliana, Goal e I siculissimi, insieme all'amico Tuccio Musumeci.

### Anni Ottanta: Sanremo, Fantastico e il passaggio a Canale 5

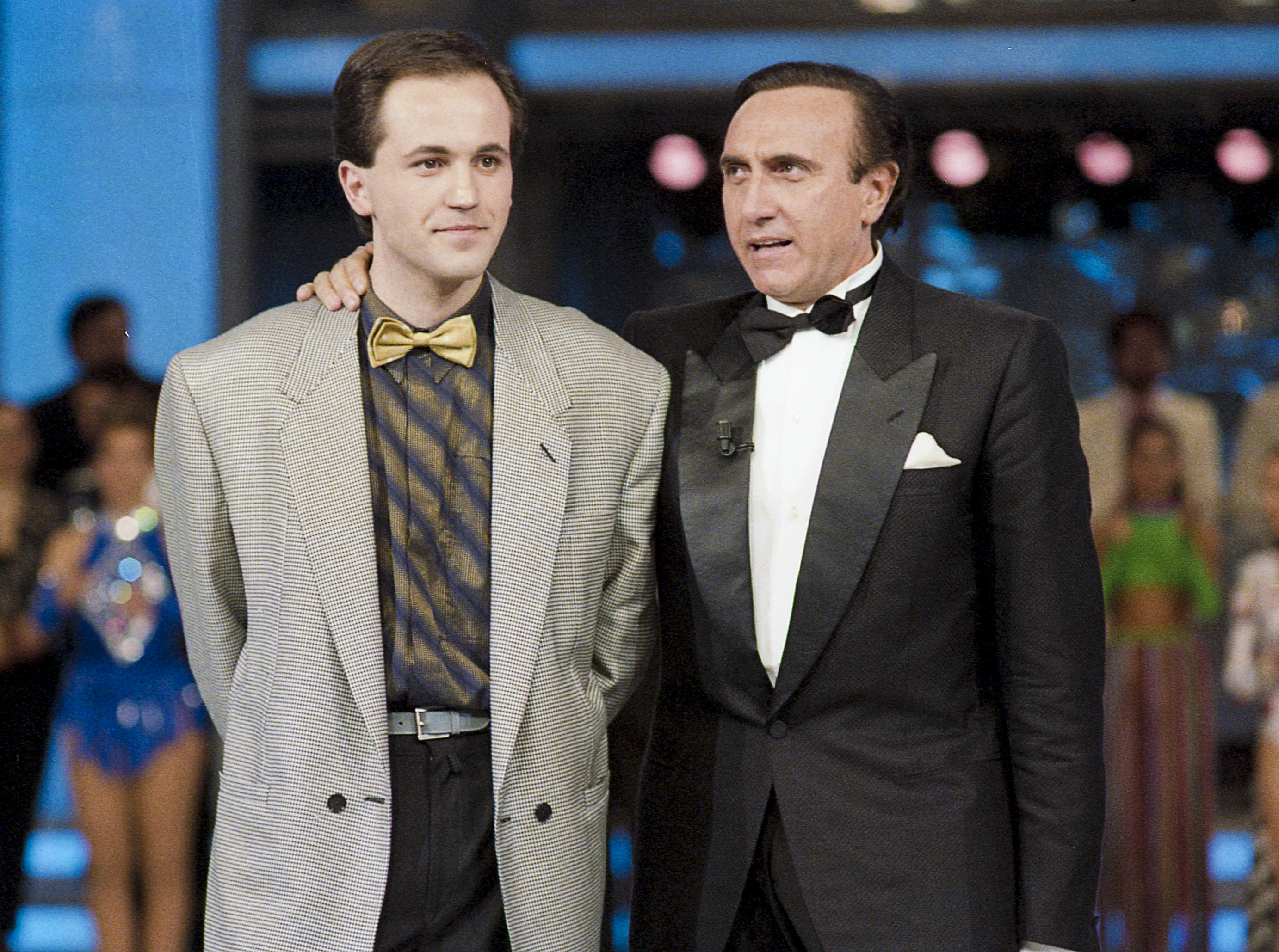
Baudo con Carlo Frisi (a sinistra) durante la serata finale di Fantastico 7

Baudo con Giorgio Faletti al Festival di Sanremo 1987

Nel 1982 presentò la manifestazione musicale estiva Vota la voce, che andò in onda su Canale 5, e dalla primavera del 1983 all'anno successivo condusse su Rete 4 per due edizioni il gioco a premi Un milione al secondo. Dal 1984 al 1986 condusse tre edizioni di Fantastico, storico varietà del sabato sera su Rai 1, contribuendo al successo del programma e lanciando nuove star dello spettacolo, come Lorella Cuccarini, Alessandra Martines, Galyn Görg e il soprano Cecilia Bartoli. Alla conduzione di Fantastico, in onda nella stagione autunnale, alternò, in quel periodo, quella di Serata d'onore, varietà in onda il venerdì sera sempre su Rai 1, trasmesso nella primavera dal 1983 al 1986.
Nel 1984 tornò a condurre il Festival di Sanremo, affiancato da Edy Angelillo, Elisabetta Gardini, Iris Peynado e Tiziana Pini. L'edizione si distinse per l'introduzione della sezione "Nuove proposte" accanto ai "Big", un format che avrebbe caratterizzato le edizioni successive. Il festival registrò circa 80 milioni di telespettatori complessivi e oltre 6 milioni di votanti tramite il Totip. L'allestimento scenografico fu grandioso e costoso, con ben 2700 pass per giornalisti e commentatori accreditati.
Nel 1985 condusse nuovamente il Festival di Sanremo, questa volta affiancato da Patty Brard. Durante la presenza dei Duran Duran, ospiti della serata finale, si verificarono scene di isteria collettiva e svenimenti che non si vedevano in Italia dai tempi dei Beatles.
Lasciata la conduzione di Domenica in la cui ultima puntata fu trasmessa il 23 giugno 1985, nell' autunno dello stesso anno fu nuovamente al timone del sabato sera con lo spettacolo abbinato alla Lotteria Italia 1985/86 "Fantastico 6" dove lancio' una nuova showgirl Lorella Cuccarini insieme a Galyn Gorg. Nella primavera del 1986 dopo una pausa televisiva di alcuni mesi torno' in video il martedì sera con "Ottantasei" 18 puntate trasmesse fino all'inizio dell'estate.
Il 6 gennaio 1987, durante la serata finale di Fantastico 7, Baudo rispose in diretta alle dichiarazioni del presidente della Rai, Enrico Manca, che aveva definito i suoi programmi "nazionalpopolari", dicendosi offeso dalla definizione e annunciando che avrebbe condotto programmi più regionali e meno popolari. La polemica, unita al caso Beppe Grillo della puntata del 15 novembre 1986, in cui il conduttore si dissociò pubblicamente dalle battute del comico, evidenziò le crescenti tensioni con la direzione. Questi episodi portarono successivamente Baudo a lasciare l'azienda per approdare a Canale 5, la televisione commerciale di Silvio Berlusconi.
Nel febbraio del 1987 Baudo condusse per la quarta volta il Festival di Sanremo, affiancato da Carlo Massarini. Per la prima volta, la durata della manifestazione venne estesa da tre a quattro serate, una decisione voluta dai vertici della Rai e avallata dal comune di Sanremo sotto le forti "pressioni" delle case discografiche e dei pubblicitari, i quali desideravano una lunghezza maggiore dell'evento e più visibilità per gli artisti. Con il 68,95% di share medio, fu l'edizione più seguita di sempre.
Nell'autunno dello stesso anno firmò con la Fininvest un contratto esorbitante in esclusiva di tre anni e venne nominato direttore artistico di Canale 5, iniziando a condurre il varietà Festival, accanto a Lorella Cuccarini, in onda il venerdì sera. Nello stesso periodo condusse, sempre su Canale 5, anche la rubrica Tu come noi, all'interno del contenitore domenicale La giostra. Il successo di Festival, però, fu di molto inferiore alle aspettative prefissate: nel gennaio 1988, terminata la trasmissione, Baudo decise così di rescindere il contratto in esclusiva che aveva in essere con Fininvest, pagando una cospicua penale e restando inattivo per un anno, come prevedeva una clausola del contratto in caso di rescissione. L'anno dopo rientrò in Rai grazie all'intervento dell'amico Ciriaco De Mita, allora presidente del Consiglio, ricominciando da Rai 2 con una nuova edizione di Serata d'onore.

### Anni Novanta: ancora Sanremo, Domenica In e nuove sfide televisive

Baudo (secondo da destra) con Il Trio nella miniserie parodistica I promessi sposi (1990)

Baudo tra Claudia Koll e Anna Falchi, conduttori del Festival di Sanremo 1995

Nella stagione 1991-1992 Baudo tornò alla conduzione di Domenica in. In questa edizione, il conduttore siciliano fu affiancato, tra gli altri, da Nino Frassica, mentre Simona Ventura curò i collegamenti esterni. Il programma si distinse per l'introduzione del gioco "Il castello", che divenne un elemento iconico della trasmissione. La scenografia, ispirata al quadro Une dimanche à la Grande Jatte del pittore francese Georges Seurat, contribuì a creare un'atmosfera unica, mentre il segmento "Talent Scout Show" offriva una vetrina a nuovi talenti scoperti da Baudo nel locale romano "Talent Scout".
Nel 1994 fu nominato direttore artistico di Rai 1, fino alle dimissioni avvenute due anni dopo; nello stesso anno ideò e condusse il quiz Luna Park, che rilanciò la fascia preserale della rete, superando negli ascolti il seguitissimo quiz di Canale 5 La ruota della fortuna.
In questo periodo condusse altri programmi di prima serata di successo, tra cui Gran Premio (1990), Fantastico '90, Partita doppia (1993), Numero Uno (1994-1995) e i varietà nostalgici Papaveri e papere (1995) e Mille lire al mese (1996). Condusse inoltre cinque edizioni consecutive del Festival di Sanremo dal 1992 al 1996, di cui fu anche direttore artistico dal 1994.
A gennaio del 1997 passò nuovamente a Canale 5, ma questa esperienza fu poco positiva: i suoi programmi ottennero risultati deludenti e nel 1998 concluse l'avventura a Mediaset, in parte a causa della vicenda delle telepromozioni, che portò a un patteggiamento con condanna e risarcimenti. Nello stesso anno debuttò in teatro con il musical L'uomo che inventò la televisione, scritto appositamente per lui da Garinei e Giovannini. Lo spettacolo, che celebrava la sua carriera televisiva, lo vedeva protagonista accanto, tra gli altri, a Gigliola Cinquetti e Lello Arena. La regia era di Garinei, con scene di Uberto Bertacca, musiche di Claudio Mattone e coreografie di Gino Landi.
Nel 1999 Rai 3 gli affidò la conduzione di Giorno dopo giorno, quiz pomeridiano sugli eventi del XX secolo, successivamente promosso in prima serata con il titolo Novecento su Rai 1 grazie ai buoni ascolti.

### Anni 2000: varietà e anniversari televisivi
Nel 2002, dopo il successo parziale dell'edizione precedente, fu nuovamente chiamato alla conduzione e direzione artistica del Festival di Sanremo; grazie ai buoni risultati venne confermato anche per l'edizione successiva, che tuttavia non ottenne lo stesso riscontro. Nello stesso anno condusse su Rai 3 il programma Cinquanta. Storia della TV di chi l'ha fatta e di chi l'ha vista, che si concluse con uno spettacolo in prima serata intitolato Buon compleanno TV, trasmesso a reti unificate il 3 gennaio 2004, giorno del cinquantesimo anniversario delle trasmissioni televisive in Italia.
Nel 2005 tornò su Rai 1 con il varietà Sabato italiano, che non riuscì a superare gli ascolti della concorrenza di Mediaset. Il 24 luglio presentò la serata finale dedicata alla "Sezione Big" della decima edizione del Premio Lunezia, evento dedicato al valore musical-letterario delle canzoni italiane, che si svolse ad Aulla (MS).
In autunno tornò per l'ottava volta alla conduzione di Domenica in e gli fu affidato il preserale Ieri, oggi e domani (poi 7 giorni dall'autunno 2008), che mantenne anche nelle quattro stagioni successive con ottimi risultati: nella puntata del 13 novembre 2005, con ospiti Roberto Benigni e Claudio Baglioni, il programma fu seguito da oltre 10 milioni di telespettatori, mentre quella del 27 dicembre 2009 superò i 4 milioni con punte del 32% di share.
Nel 2007 tornò a presentare e dirigere artisticamente il Festival di Sanremo per la dodicesima volta, diventando il conduttore più presente nella storia della manifestazione. Nonostante le polemiche per gli elevati compensi, gli ottimi ascolti ottenuti portarono la Rai a confermarlo anche per l'edizione successiva, che però non riscosse un grande successo. In autunno ripropose su Rai 1 il varietà Serata d'onore, che ottenne ascolti inferiori rispetto a C'è posta per te, condotto da Maria De Filippi.
Il 29 dicembre 2009, condusse su Rai 1 il Gran Galà del Made in Italy, un evento ideato dal produttore televisivo Nicola Paparusso e dalla giornalista Emanuela Gentilin, con l'obiettivo di celebrare le eccellenze italiane nei settori della cultura, dell'arte e dello spettacolo. La manifestazione fu insignita della Medaglia di Rappresentanza del Presidente della Repubblica Italiana conferita da Giorgio Napolitano, un riconoscimento attribuito a iniziative di particolare interesse culturale, artistico o sociale. Il 18 dicembre fu ospite di una puntata speciale de I migliori anni, programma di Carlo Conti in onda in prima serata, dove celebrò i suoi cinquant'anni di carriera televisiva.

### Anni 2010: ospitate e grandi celebrazioni

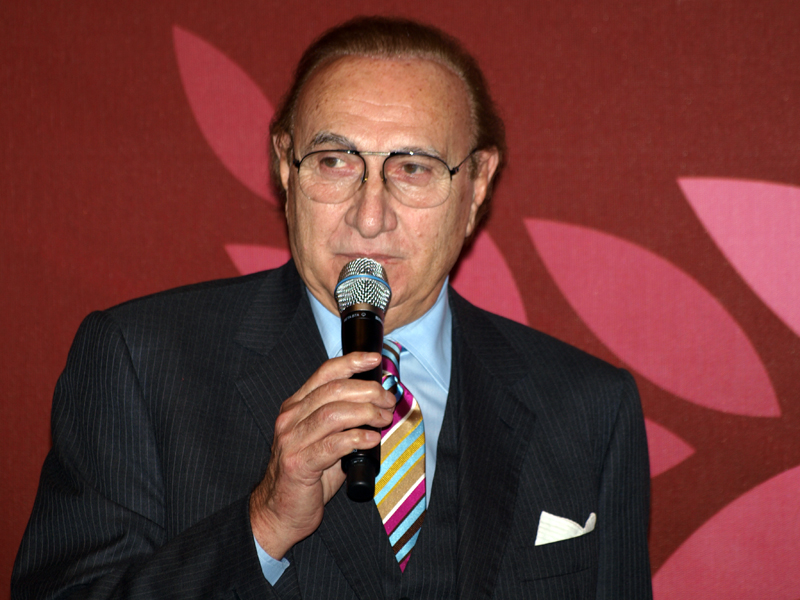
Baudo nel 2011

Nel 2011 Baudo tornò in onda su Rai 1 insieme a Bruno Vespa per condurre Centocinquanta, programma dedicato al 150° anniversario dell'Unità d'Italia: dopo il successo iniziale della prima puntata (circa il 24 % di share), gli ascolti calarono in modo significativo negli appuntamenti successivi. La trasmissione fu così chiusa anticipatamente dopo la quarta puntata, caratterizzata da palesi dissapori tra i due conduttori durante la diretta, oltre a un violento litigio dietro le quinte tra Baudo e l'autore Claudio Donat Cattin.
L'8 marzo 2012 condusse eccezionalmente su Italia 1 una puntata del programma Le Iene, affiancando Ilary Blasi ed Enrico Brignano al posto di Alessandro Gassmann, assente per motivi di salute; in autunno tornò in prima serata su Rai 3 con il programma inedito Il viaggio, che poi ripropose con una seconda edizione nell'estate successiva.
Nel biennio 2014-2015, ricoprì il ruolo di giurato nelle prime due edizioni del talent show Si può fare!, condotto da Carlo Conti su Rai 1. Nelo stesso periodo approdò su San Marino RTV con il programma Una serata sul Titano, un talk-show in cui incontrò personalità del mondo dello spettacolo e della cultura italiana. Ogni puntata fu arricchita da materiale d'archivio delle Teche Rai e da approfondimenti su temi legati alla musica, al teatro e alla storia della televisione italiana.
Il 20 maggio 2014, aprì lo show-evento Stasera Laura: ho creduto in un sogno, trasmesso in diretta su Rai 1 dal Teatro antico di Taormina. Laura Pausini, per celebrare il ventennale della sua carriera, lo invitò a inaugurare la serata, ricordando la sua vittoria al Festival di Sanremo nel 1993 con La solitudine. Pausini poi dichiarò: «Mi ha inventata lui! Il mio primo programma TV non può iniziare senza di te!» .
Il 20 luglio 2015 andò in onda una puntata della rubrica estiva di Rai 1 Techetechetè intitolata "Pippo, la discobambina e i Fratelli Blues" che ripercorse momenti iconici della sua carriera.
Il 12 gennaio 2016, Baudo fu ospite al programma Ballarò, partecipando a una discussione sul rapporto tra l'Islam e le donne. Durante questa puntata, tentò di baciare su una guancia un'ospite musulmana, gesto poi fermato dal conduttore Massimo Giannini e criticato dal direttore de Il Giornale, Alessandro Sallusti, che sottolineò l'inopportunità dell'azione in diretta televisiva. Il 7 giugno, in occasione del suo 80º compleanno, intervenne alla prima serata dei Wind Music Awards, condotti da Carlo Conti e Vanessa Incontrada, dove fu festeggiato dal pubblico dell'Arena di Verona. Il 25 settembre tornò a condurre Domenica In per la tredicesima e ultima volta, consolidando il suo record di edizioni condotte. L'edizione, la quarantunesima, ebbe una durata ridotta a 100 minuti a causa dell'allungamento de L'Arena, fu priva di cronaca nera e politica, dedicata completamente allo spettacolo, alla televisione, al teatro, al cinema e alla musica, con un'atmosfera vivace e moderna, pur nel rispetto della tradizione consolidata. Dal 19 ottobre partecipò al programma di Rai 2 I fatti vostri, conducendo una rubrica quindicinale intitolata "Storie della televisione". In questa sezione, ripercorse la storia della Rai, dei suoi personaggi e dei programmi più celebri.
In un’intervista pubblicata il 19 febbraio 2017 sul Corriere della Sera a firma di Aldo Cazzullo, Baudo ricordò la sua visita a Padre Pio, oggi santo, raccontando che il frate lo allontanò con un deciso ‘Iatevenne!’ quando confessò di essere lì per curiosità.. A giugno partecipo’ assieme a Francesco Mandelli al videoclip del tormentone estivo L’esercito del selfie di Takagi & Ketra con Arisa e Lorenzo Fragola. Il 30 ottobre fu ospitato in studio nel programma I fatti vostri, condotto da Giancarlo Magalli, come testimone della ricerca e ideatore, nel 1995, di “Storie al microscopio”, il format della campagna a sostegno della ricerca sul cancro che ancora oggi è un esempio di buona televisione.
Il 7 gennaio 2018, fu ospite di Fabio Fazio a Che tempo che fa, programma in onda su Rai 1. Durante quella puntata ripercorse la sua lunga carriera televisiva, con particolare attenzione al Festival di Sanremo, dove deteneva il record di conduzioni. Il 25 gennaio gli fu conferito il «Premio alla Carriera» dall'Università eCampus, un riconoscimento che celebrava la sua lunga e versatile carriera nel mondo dello spettacolo e della cultura italiana. Il primo febbraio fu ospite della puntata de L'intervista, condotta da Maurizio Costanzo su Canale 5. Durante l'incontro, trasmesso il 1º febbraio, Baudo ripercorse la sua lunga carriera televisiva, condividendo aneddoti e riflessioni sulla sua esperienza nel mondo dello spettacolo. L'intervista si svolse in un'atmosfera intima e riflessiva, tipica del programma, offrendo al pubblico uno spaccato personale e professionale del conduttore siciliano. Dopo sei giorni partecipò al Festival di Sanremo 2018 come ospite speciale nella seconda serata, accogliendo l'invito del direttore artistico Claudio Baglioni. Sul palco, ripercorse la sua lunga carriera televisiva e il suo legame con Sanremo, leggendo una lettera aperta al Festival in cui raccontava la sua esperienza e le sue emozioni legate a quell'importante appuntamento. Il suo intervento fu caratterizzato da un'atmosfera di grande affetto e riconoscimento da parte del pubblico e degli addetti ai lavori. Il 16 marzo fu ospite della puntata finale di Sanremo Young, il talent show condotto da Antonella Clerici e trasmesso in diretta dal Teatro Ariston di Sanremo, dove fu accolto con affetto dal pubblico e dai giovani concorrenti. Il 15 aprile fu ospite di Fabio Fazio, insieme a Lorella Cuccarini, in una puntata di Che tempo che fa, programma in onda su Rai 1. Ripercorse la sua lunga carriera televisiva, condividendo aneddoti e riflessioni sulla sua esperienza nel mondo dello spettacolo. Nel mese di novembre, pubblicò la sua autobiografia Ecco a voi. Una storia italiana, scritta con Paolo Conti ed edita da Solferino. Il libro offre uno spaccato della sua lunga carriera televisiva, raccontando aneddoti, incontri e riflessioni personali che hanno segnato la sua vita professionale, e si distingue per il suo tono personale e intimo. A dicembre tornò a condurre Sanremo Giovani in coppia con Fabio Rovazzi. Questa edizione del concorso, ideata da Baudo nel 1993, rappresentò una novità, poiché per la prima volta due dei finalisti furono promossi direttamente al Festival di Sanremo 2019, passando dalla sezione Nuove Proposte alla categoria Campioni. La scelta di Baudo e Rovazzi come conduttori fu definita una "strana coppia" dalla stampa, unendo l'esperienza del veterano Baudo alla freschezza e popolarità di Rovazzi tra i giovani. Il direttore artistico Claudio Baglioni sottolineò come questa combinazione rappresentasse una fusione tra tradizione e innovazione.
Il 6 febbraio 2019 fece un'apparizione di soli due minuti (cosa che fece indignare i suoi fan) al 69º Festival di Sanremo nella seconda serata, tornando sul palco dell'Ariston per il secondo anno consecutivo, in un momento dedicato a Lelio Luttazzi, con un duetto tra Claudio Baglioni e Virginia Raffaele sulle note di Il mio tipo ideale. Nello stesso giorno presso la sala stampa del Teatro Ariston ricevette il "Premio Speciale David Zard" da Assomusica istituito in memoria di David Zard, uno dei più grandi produttori e promoter di spettacoli dal vivo, scomparso nel 2018, per la sua rilevante attività di talent scout e per aver contribuito alla scoperta e alla valorizzazione di molte stelle del panorama musicale italiano. Il 7 giugno, in occasione del suo 83º compleanno e dei 60 anni di carriera, fu celebrato con uno show-evento in prima serata su Rai 1 intitolato Buon compleanno... Pippo. La serata vide la partecipazione di numerosi ospiti illustri. Il 5 settembre partecipò allo speciale del Maurizio Costanzo Show intitolato "Allegria!", trasmesso in prima serata su Canale 5, per celebrare Mike Bongiorno nel decennale della sua scomparsa. Il 4 novembre fu ospite della prima puntata dello show Viva RaiPlay! condotto da Fiorello, trasmesso eccezionalmente in access prime time su Rai 1. A dicembre fu membro della giuria televisiva di Sanremo Giovani 2019, partecipando alla selezione dei giovani artisti destinati alla sezione Nuove Proposte del Festival di Sanremo 2020. Nello stesso mese intervenne in studio da Caterina Balivo a Vieni da me e da Pierluigi Diaco a Io e te.

### Anni 2020: ritiro progressivo e apparizioni simboliche
Il 7 gennaio 2020 Baudo fu ospite di Paola Saluzzi a L'ora solare su TV2000, e nel febbraio successivo prese parte a Skianto, lo spettacolo televisivo ideato e condotto da Filippo Timi su Rai 3. l 14 giugno, pochi giorni dopo aver compiuto 84 anni, partecipò all'iniziativa Domenica con… su Rai Storia: in quell'occasione vestì i panni di direttore di rete per un giorno, incarico simbolico che gli consentì di costruire e firmare un intero palinsesto personalizzato, in onda dalle ore 9 del mattino fino alla mezzanotte.
Nel marzo 2021, giudicò (a distanza) le esibizioni degli allievi di Amici 20 per assegnare i due premi TIM da 5 000 € ciascuno – uno per il canto e uno per il ballo. Durante l'estate, in tre martedì consecutivi — 27 luglio, 3 agosto e 10 agosto — approdò in prima serata su Rai 3 come commentatore insieme ad Antonio Di Bella nello speciale ciclo La grande opera all’Arena di Verona, una serie di appuntamenti ideati per immergere il pubblico televisivo nell’esperienza dell’opera lirica nel celebre anfiteatro veronese. Seduti tra il pubblico, introdussero ogni opera: raccontando le trame, i retroscena, le curiosità e valorizzarono il fascino del monumentale anfiteatro, definito il “più grande teatro d’opera a cielo aperto del mondo”. Il 16 ottobre partecipò alla prima puntata della sedicesima edizione di Ballando con le stelle, nella veste di “ballerino per una notte”. Con la sua eleganza e ironia commentò: «La TV è casa mia. In studio, con i riflettori e le telecamere, mi sento a casa». Fu l'ultima apparizione di persona in uno studio televisivo. Il 18 dicembre comparve nella terza e ultima puntata di Uà – Uomo di varie età, il varietà musicale di Claudio Baglioni trasmesso in differita su Canale 5, interpretando il ruolo di ospite d’eccezione fra artisti, cantanti e performer su un grande palco scenico.
Nel 2023 tornò in video attraverso una serie di videomessaggi: due li rilasciò al TG2 — il primo per ringraziare il pubblico in occasione del suo 87º compleanno (7 giugno) e il secondo per ricordare l’amico Toto Cutugno subito dopo la sua scomparsa (23 agosto), — un altro fu inviato al programma La volta buona per salutare il mezzosoprano Cecilia Bartoli (27 settembre), e infine ne trasmise tre a Domenica in, per omaggiare Brigitte Nielsen (24 settembre), Laura Pausini (26 novembre) e Vincenzo Mollica (10 dicembre).
il 3 gennaio 2024, in occasione del 70º anniversario della Rai, intervenne in collegamento nella puntata speciale del remake di Rischiatutto 70, condotta da Carlo Conti, esordendo con una stoccata ironica ad Amadeus e i suoi Sanremo («io ne ho fatti 13… hai voglia a camminare tu!») e ripercorrendo i suoi inizi in Rai. Il 28 febbraio, fu nuovamente in collegamento a La TV fa 70 – lo show-evento condotto da Massimo Giletti – salutato con parole di stima dall’ad Rai Roberto Sergio come uno dei “giganti nella storia della TV”. Fu la sua ultima apparizione televisiva.
Il 27 settembre 2024, partecipò alla festa per il 90º compleanno di Pier Francesco Pingitore, storico regista e ideatore del Bagaglino. L'evento si tenne nella villa di Maurizio Martufello a Sezze, in provincia di Latina, e vide la presenza di numerosi volti noti dello spettacolo italiano. Nonostante i problemi di salute che lo avevano tenuto lontano dalle scene, Baudo non volle mancare all'appuntamento. Apparve in sedia a rotelle, ma sorridente e circondato dagli amici di una vita. Le immagini dell'evento, condivise sui social, fecero il giro del web, suscitando emozione tra i fan e i colleghi.
A febbraio 2025, scrisse una lettera pubblica al Festival di Sanremo, esprimendo il suo affetto e la sua gratitudine per la manifestazione. Definì il Festival un "rito collettivo" e "specchio della nostra società", sottolineando come, per una settimana, l'Italia si fermi, ascolti e si ritrovi. Baudo attribuì al Festival un autentico valore culturale, riconoscendogli il ruolo di accompagnare il Paese nel raccontare la propria storia. Egli ricordò anche il suo primo incontro con Sanremo nel 1958, quando Domenico Modugno, con la sua Nel blu dipinto di blu, cambiò il volto della manifestazione e fece decollare i sogni di un'intera nazione. Baudo, ha condotto il Festival per ben 13 edizioni, condivide con Mike Bongiorno e Amadeus il primato di cinque edizioni consecutive. Nel suo messaggio, espresse gratitudine per aver avuto l'opportunità di scoprire e lanciare numerosi talenti, citando artisti come Eros Ramazzotti, Laura Pausini, Andrea Bocelli e Giorgia. La lettera fu pubblicata sul quotidiano La Stampa il giorno 12.
È morto a Roma il 16 agosto 2025 a 89 anni al policlinico Campus Bio Medico. La camera ardente è stata allestita due giorni dopo al Teatro delle Vittorie di Roma. I funerali si sono svolti il 20 agosto seguente a Militello in Val di Catania nel santuario di Santa Maria della Stella; è stato poi sepolto nella cappella di famiglia del locale cimitero, come da volontà del conduttore.
Qualche giorno dopo la morte del presentatore, Heather Parisi ha reso noto un video del 2008 in cui Baudo, ospite a casa sua, parlò con franchezza delle proprie paure, confessando il timore dell'oblio e il desiderio di rinascere come una farfalla; nell'intervista definì lo spettacolo un “mercato delle illusioni”, giudicò la televisione vecchia e volgare, invitò ad accettare l'età senza ricorrere a ritocchi estetici e sostenne inoltre che un ritorno in TV dovesse dipendere dal pubblico e dalla capacità di rinnovarsi.

## Vita privata

### Relazioni sentimentali e figli
Baudo, che ha abitato per molti anni a Roma, è sempre stato piuttosto riservato riguardo alle sue vicende private. Nel corso della sua vita ha avuto cinque compagne e due figli: da Mirella Adinolfi è nato Alessandro nel 1962, riconosciuto dal padre nel 1996 dopo una breve vicenda legale, mentre dal matrimonio con Angela Lippi (1944) è nata Tiziana nel 1970, che in seguito è diventata sua segretaria e assistente. Era nonno di Nicholas e Nicole (2010), figli gemelli di Tiziana, e di Sean (1990), figlio di Alessandro; Sean ha reso Baudo bisnonno nel 2010.
Dopo una relazione di sette anni con Alida Chelli e una più breve con Adriana Russo, il 18 gennaio 1986 si sposò con la cantante lirica Katia Ricciarelli, da cui si separò nel 2004 e divorziò nel 2007. All’inizio della loro relazione la Ricciarelli rimase incinta, ma Baudo la convinse ad interrompere la gravidanza, ritenendo che fosse troppo presto per avere un figlio.

### Altre notizie
Baudo è stato direttore artistico e presidente del Teatro Stabile di Catania, nonché direttore artistico della Rai. La costante presenza televisiva e il notevole successo di quasi tutti i suoi programmi gli hanno valso l'appellativo di "Super Pippo". Nel 2005 declinò l'invito a candidarsi con il centro-sinistra a presidente della Regione Siciliana per le elezioni del 2006, candidatura che fu poi accettata da Rita Borsellino (sorella del magistrato Paolo, ucciso da Cosa nostra), la quale perse la competizione elettorale contro il candidato di centro-destra Salvatore Cuffaro. Nel 2012 il centro-sinistra siciliano offrì nuovamente a Baudo la candidatura alla presidenza regionale in vista delle elezioni anticipate dell'autunno dello stesso anno, ma il conduttore catanese rifiutò per la seconda volta, e al suo posto fu scelto l'europarlamentare ed ex sindaco di Gela Rosario Crocetta, che risultò eletto presidente.
Talent-scout di lungo corso, Baudo ha scoperto numerosi artisti, cantanti, showgirl e comici di successo, tra cui Al Bano, Beppe Grillo, Tullio Solenghi, Heather Parisi, Barbara D'Urso, Patrizia Rossetti, Eros Ramazzotti, Lorella Cuccarini, Laura Pausini, Andrea Bocelli, Giorgia, Irene Grandi, Michelle Hunziker, Gigi D'Alessio, Anna Tatangelo, Fabrizio Moro e Bianca Guaccero. Fu anche lui a scoprire le doti di soubrette di Loretta Goggi, sebbene quest'ultima fosse già nota come attrice di sceneggiati televisivi, e riconobbe di aver commesso l'errore di scartare Fiorello a un provino.
Quando Baudo veniva parodiato durante spettacoli comici o in vignette, gli veniva spesso attribuita la frase "L'ho inventato io..." in riferimento ai numerosi artisti e personaggi che aveva introdotto nel mondo dello spettacolo nel corso degli anni.

## Controversie
- Nel 1986 Beppe Grillo venne cacciato dalla Rai per una battuta su Bettino Craxi durante Fantastico 7.[119] In seguito a tale battuta, Pippo Baudo viene richiamato dalla Rai in quota PSI.[120]
- Baudo passò alla Fininvest nell'autunno del 1987, rimanendovi per pochi mesi, a seguito di un'accesa polemica con l'allora presidente della Rai Enrico Manca, che il 6 gennaio 1987, durante il finale di stagione di Fantastico 7, definì il conduttore catanese «nazional-popolare» per poi aggiungere «e non lo si prenda come un complimento»,[121] commento a cui Baudo rispose sarcasticamente dicendo che da lì in avanti si sarebbe sforzato «di fare programmi regionali e impopolari».[121] In seguito a questa vicenda, Biagio Agnes ha preso posizione esprimendo la sua ferma deplorazione per l'uso improprio che è stato fatto dei microfoni della Rai, precisando che il successo della trasmissione non costituisce motivo per il conduttore di utilizzare la trasmissione per polemiche nei confronti né del presidente della Rai né di qualsiasi altra persona. Il vicepresidente della Rai Leo Birzoli ha dichiarato che Enrico Manca non si è comunque sentito offeso dalle parole dette da Pippo Baudo ed anzi gli ha augurato di continuare la collaborazione con la Rai. Il 7 gennaio successivo, nei telegiornali Rai, andarono in onda due servizi riguardanti questa polemica, uno curato dalla giornalista Lilli Gruber sul TG2 e l'altro sul TG1.[122]
- Nel gennaio 1988 decise di recedere dal contratto in esclusiva che aveva in corso con Fininvest, pagando una cospicua penale: infatti cedette a Silvio Berlusconi un palazzo nel centro di Roma, sede attuale di Medusa Film e del TG5, come dichiarato nel 2015 in un'intervista al Grand Hotel Chiambretti.
- Il 2 novembre 1991 subì un attentato dinamitardo che distrusse completamente la sua villa di Santa Tecla in Sicilia,[123] compiuto da Cosa nostra come ritorsione per la sua dura presa di posizione espressa contro l'organizzazione durante la celebre puntata del 26 settembre 1991 del Maurizio Costanzo Show:[124][125] Baudo ricostruirà e venderà la villa anni dopo.[126][127] L'allora deputato della Rete Claudio Fava commenterà all'indomani dell'attentato: «Baudo è figlio dei suoi tempi e della sua città. Silenzioso e spregiudicato, si è sempre mostrato abilissimo a ritagliarsi amicizie politiche e imprenditoriali. L'attentato fa capire che qualche cosa sta accadendo [...] che a Catania non esistono più intoccabili.» Infuriato, Baudo risponderà nel corso di una conferenza stampa convocata dall'amico e direttore de La Sicilia Mario Ciancio Sanfilippo: «Claudio Fava mi ha rotto il cazzo [...] ha detto delle cose offensive delle quali deve vergognarsi. Ha detto che sono rampante e aggressivo, deve dimostrarmi cosa vuol dire il mio essere rampante e in cosa si concretizza la mia aggressività... sul mio nome non si discute».[128]
- Nel luglio 2004 fu protagonista di una lite con la Rai, culminata con il suo licenziamento.[129]
- Come ospite nella puntata del 24 marzo 2015 di Ballarò ebbe un duro confronto con il segretario della Lega Nord Matteo Salvini sul tema dell'immigrazione e della politica del Mezzogiorno, accusando il politico lombardo di presentarsi nelle regioni meridionali solo per fini elettorali.[130]
- Il 7 gennaio 2018, intervistato da Fabio Fazio nel corso della trasmissione Che tempo che fa, ha ammesso di aver chiesto e ottenuto direttamente dal Presidente della Repubblica Sandro Pertini l'onorificenza di Commendatore[131] per il padre Giovanni,[132] sebbene questa onorificenza venga concessa per «[...] ricompensare benemerenze acquisite verso la Nazione nel campo delle lettere, delle arti, della economia e nel disimpegno di pubbliche cariche e di attività svolte a fini sociali, filantropici e umanitari, nonché per lunghi e segnalati servizi nelle carriere civili e militari».[133]

## Procedimenti giudiziari

### Concussione sulle vendite
Nel maggio 1996, accusato di avere richiesto compensi personali extra per interpretare in modo più convincente le telepromozioni pubblicitarie, tra cui quelle del Festival di Sanremo, di Numero Uno, di Luna Park e di Partita doppia, Pippo Baudo venne indagato dal Tribunale di Milano. L'accusa in questione fu quella di concussione per avere incassato circa un miliardo di lire in nero da diverse ditte, tra cui la Sperlari e la Barilla. Baudo venne accusato, oltre che per concussione, anche per associazione a delinquere e altri reati. Con lui furono anche indagate Mara Venier e Rosanna Lambertucci.
Nel settembre 1998 Baudo patteggiò la pena di un anno e nove mesi per concussione, frode fiscale, falso in bilancio ed evasione fiscale, dopo avere risarcito il fisco e le aziende danneggiate. La pena di un anno e nove mesi venne comunque sospesa con la condizionale.

### Altre vicende giudiziarie
- Nel novembre 2013 è stato citato al tribunale di Pistoia per aver detto durante la trasmissione Il viaggio che l'ex sindaco di Montecatini si è separato dalla moglie e ha sposato una donna di origini russe.[140]
- Nel settembre 2016 venne indagato per diffamazione nei confronti di Federica Gagliardi, arrestata per traffico di droga.[141]
- Nel novembre 2018 venne condannato a versare al fisco 257 000 euro a titolo di Irpef e Ilor per l'anno d'imposta 1996.[142]

## Programmi televisivi

### 1959 – 1980
- Guida degli emigranti (Programma Nazionale, 1959)
- Primo piano (Programma Nazionale, 1959)
- La canzone nova (Programma Nazionale, 1960, 1961, 1963)
- Auguri di Mezzanotte (Programma Nazionale, 1961-1962)
- Giugno della Canzone Napoletana (Programma Nazionale, 1961)
- Zirkus Hagenbeck (Programma Nazionale, 1961)
- Galà Internazionale (Programma Nazionale, 1961)
- Spettacolo di Varietà (Programma Nazionale, 1961)
- Sei giorni della canzone (Programma Nazionale, 1961)
- Rassegna di Canzoni Natalizie (Programma Nazionale, 1962)
- Gran Festival di Piedigrotta (Programma Nazionale, 1962)
- Pomeriggio al Circo (Programma Nazionale, 1962)
- Festival di Castrocaro (Programma Nazionale, 1962-1963, 1969)
- Befana al Circo (Programma Nazionale, 1963)
- Sera di Luglio (Programma Nazionale, 1963)
- Festival di Napoli (Programma Nazionale, 1963, 1965-1966)
- Pomeriggio sul Ghiaccio (Programma Nazionale, 1964)
- TiCiVi - Telecruciverba (Programma Nazionale, 1964-1965)
- Cantagiro (Programma Nazionale, 1964)
- Taccuino del 3º Cantagiro (Programma Nazionale, 1964)
- Piccola ribalta (Programma Nazionale, 1964-1967)
- Carnet di Musica (Programma Nazionale, 1964)
- Un disco per l'estate (Programma Nazionale, 1964, 1968-1969; Rai 1, 1986, 1992-1993)
- Quindici minuti con... (Programma Nazionale, 1964)
- Festival Internazionale dei Giocolieri (Programma Nazionale, 1965, 1967)
- Primo Arcobaleno d'Oro (Secondo Programma, 1965)
- Serenata a Napoli (Secondo Programma, 1965)
- Buon Natale (Programma Nazionale, 1965)
- Canzoni d'Inverno (Secondo Programma, 1966)
- Settevoci (Programma Nazionale, 1966-1970)
- Euroflora 1966 (Secondo Programma, 1966)
- Tiritì Tiratommola (Programma Nazionale, 1966)
- Punto Interrogativo (Programma Nazionale, 1966)
- Piccola Ribalta (Programma Nazionale, 1967)
- Incontro con... (Programma Nazionale, 1967)
- Eccetera, eccetera (Programma Nazionale, 1967-1968)
- Napoletanissimo (Secondo Programma, 1967)
- Musica Ragazzi (Secondo Programma, 1968)
- Festival di Sanremo (Programma Nazionale, 1968; Rai 1, 1984-1985, 1987, 1992-1996, 2002-2003, 2007-2008)
- Rivediamoli insieme (Programma Nazionale, 1970-1972, 1974)
- Settevoci Sera (Secondo Programma, 1970)
- La freccia d'oro (Programma Nazionale, 1971)
- Canzonissima (Programma Nazionale, 1972-1974)
  -  Canzonissima - Lotteria Italia (Programma Nazionale, 1973-1974) 
  -   Canzonissima Anteprima (Programma Nazionale, 1973)
- Fine dell'anno allo Studio 3 (Programma Nazionale, 1974)
- Senza rete (Programma Nazionale, 1974)
- Spaccaquindici (Programma Nazionale, 1975)
- Un colpo di fortuna (Programma Nazionale, 1975-1976)
  -  Un colpo di fortuna - Lotteria Italia (Programma Nazionale, 1976)
- Premio della Critica Radio Tv (Rete 1, 1975, 1976, 1977, 1979, 1980; Rai 1, 1993)
- Chi? (Rete 1, 1976-1977)
  - Chi? - Speciale Lotteria Italia (Rete 1, 1977)
- Miss Italia (Rete 1, Rete 2; 1976)
- Uno dei tre (Rete 1, 1976-1977)
- Rassegna Internazionale dei complessi (Rete 2, 1977)
- Secondo voi (Rete 1, 1977-1978)
  - Secondo voi - Speciale Lotteria Italia (Rete 1, 1978)
- Una fra tanti (Rete 1, 1977)
- Montecatini folies (Rete 1, 1977)
- Incontri a Campione (Rete 1, 1977-1978)
- Girofestival (Rete 2, 1978)
- Friuli Anno Nuovo (Rete 1, 1978)
- Mostra internazionale di musica leggera (Rete 1, 1978)
- Cabaret '78 (Rete 1, 1978)
- Vota la voce (Circuito Tv private, 1978; Canale 5, 1980, 1982, 1998)
- Galà d'inaugurazione di Antenna Sicilia (Antenna Sicilia, 1979)
- Luna Park (Rete 1, 1979)
- Fantastico bis (Rete 1, 1979, 1981; Rai 1, 1983-1986, 1990)
- Domenica in (Rete 1, 1979-1982; Rai 1, 1983-1985, 1991-1992, 2005-2010, 2016-2017)
  - Domenica In - Lotteria Italia (Rete 1, 1979-1982; Rai 1, 1983-1985) 
  - Domenica In - Speciale Sanremo (Rai 1, 1984-1985, 2006-2010)
- Musica in monoscopio (Antenna Sicilia, 1979)
- Festival della nuova canzone siciliana (Antenna Sicilia, 1980-1984)

### 1981 – 2000
- Goal (Antenna Sicilia, 1981-1982)
- Qui salone dell'Automobile (Italia 1, 1982)
- Anteprima Estate (Rete 1, 1982)
- G.B. Show n.1 (Rete 1, 1982)
- Musica dal Palasport (Rete 3, 1982)
- Premio Campiello (Rai 1, 1983)
- Un milione al secondo (Rete 4, 1983-1984)
- Italia parla (Rete 4, 1983)
- I Siculissimi (Antenna Sicilia, 1983)
- Tivùtrenta - Quiz sui trent'anni della tv (Rai 1, 1983)
- Nastri d'argento (Rai 1, 1983-1986, 1990-1992; Cinquestelle, 1993)
- Serata d'onore (Rai 1, 1983-1986, 2008; Rai 2, 1989)
- Fantastico (Rai 1, 1984-1987, 1990-1991)
  - Speciale Fantastico (Rai 1, 1985)
  - Ottantasei (Rai 1, 1986)
- Buon compleanno TV (Rai 1, 1984, 2004)
- La Notte della Musica (Rai 1, 1985)
- Viva Mexico (Rai 2, 1985)
- Questa è l'arena: qui è nata Maria Callas (Rai 1, 1986)
- La notte della musica nel solstizio d'estate (Rai 1, 1986)
- Festival (Canale 5, 1987-1988)
  - Festival di Mezzanotte (Canale 5, Italia 1, Rete 4, 1987-1988) (Rai 1, 1986)
- Tu come noi (Canale 5, 1987)
- Una Festa per il Cinema (Rai 1, 1989)
- Una Festa per il Teatro (Rai 1, 1986, 1989, 1990)
- Uno su cento (Rai 3, 1989)
  - Buon Natale da Uno su cento (Rai 3, 1989)
- Mondiale! (Rai 1, 9 dicembre 1989)
- Expo Donna Europa 1990 (Rai 1, 1990)
- Una Festa per lo Spettacolo (Rai 1, 1990, 1992)
- Galà per un Festival (Rai 1, 1990)
- Firenze sogna (Rai 1, 1990)
- Gran Premio (Rai 1, 1990) 
  -  Anteprima Gran Premio (Rai 1, 1990) 
  -  Gran Premio - Pausa caffè (Rai 1, 1990)
- Galà per il Centenario (Rai 1, 1990)
- Telethon (Rai 1, 1990-1991, 1994)
- Varietà (Rai 1, 1991)
- UmbriaFiction (Rai 1, 1991, 1992)
- La Notte dei Leoni (Rai 1, 1991)
- Uno, due, tre RAI - Vela d'oro (Rai 1, 1991)
- La Festa del Teatro (Rai 1, 1991)
- 4^ Rassegna Cinematografica di Sangineto (Rai 1, 1991)
- Buon anno Italia (Rai 1, 1992)
- Domenica in Serale (Rai 1, 1992)
- DopoFestival (Rai 1, 1992-1996)
- Partita doppia (Rai 1, 1992-1993)
- Notte magica (Rai 1, 1992)
- A Taormina una notte d'estate - Moda sotto la luna (Rai 1, 1993)
- C'era due volte (Rai 3, 1993)
- La tombola di Sanremo (Rai 1, 1993)
- Forza Italia: speciale Galà UNICEF (Rai 1, 1993)
- Sanremo Giovani (Rai 1, 1993-1995, 2001, 2018)
- Tutti a casa (Rai 1, 1994)
- Tutte donne meno io (Rai 1, 1994)
- Supergiganti (Rai 1, 1994)
- Sotto il cielo di Taormina (Rai 1, 1994)
- Sanremo Top (Rai 1, 1994-1996, 2002)
- Luna Park (Rai 1, 1994-1996)
  -  Una sera al Luna Park (Rai 1, 1995) 
  -  Sabato sera al Luna Park (Rai 1, 1995) 
  -  Buon compleanno Luna Park (Rai 1, 1995)
- Numero uno (Rai 1, 1994-1995) 
  -  Numero uno: Speciale tombola di Natale (Rai 1, 1994)
- Regalo di Natale (Rai 1, 1994-1995)
- Papaveri e papere (Rai 1, 1995)
- Festa italiana (Rai 1, 1995)
- Tutti i colori del cielo (Rai 2, 1995)
- Stella fra le stelle (Rai 1, 1995)
- La zingara (Rai 1, 1995-1996)
- Arriva il festival (Rai 1, 1996)
- Mille lire al mese (Rai 1, 1996)
- Una volta al mese (Canale 5, 1997)
- Gran Premio Internazionale dello Spettacolo (Canale 5, 1997-1999, 2002-2003, 2006, 2008)
- La festa del disco (Canale 5, 1997-1998)
- Tiramisù (Canale 5, 1997)
- Il ballo delle debuttanti (Canale 5, 1998)
- La Notte delle Muse (Canale 5, 1998)
- Puccini e le sue donne (Canale 5, 1998)
- Donna sotto le stelle (Canale 5, 1998-1999)
- La canzone del secolo (Canale 5, 1999)
- Festival degli artisti di strada (Rete 4, 1999)
- Nel cuore del padre (Rai 2, 1999)
- Giorno dopo giorno (Rai 3, 2000)
- Novecento (Rai 3, 2000-2002, 2010; Rai 1, 2002-2003)
- Centanninsieme - Un secolo di Lazio (Rai 3, 2000)
- Musicultura (Stream TV, 2000)

### 2001 – 2021
- Passo doppio (Rai 1, 2001)
- Una voce per Padre Pio (Rai 1, 2001)
- Ancora mille di questi giorni (Rai 3, 2001)
- Speciale Numero uno (Rai 1, 2002)
- Premio Nettuno d'argento (Rai 1, 2002)
- Destinazione Sanremo (Rai 2, 2002)
- Il castello (Rai 1, 2002-2003)
- Sanremo estate (Rai 1, 2002)
- Una notte a Sirmione (Rai 1, 2002)
- 54° Prix Italia (Rai 1, 2002)
- Cinquanta. Storia della TV di chi l'ha fatta e di chi l'ha vista (Rai 3, 2003)
- Premio Troisi (Rai 3, 2003)
- David di Donatello (Rai 1, 2004)
- Sabato italiano (Rai 1, 2005)
- Zecchino d'Oro (Rai 1, 2005)
- Gran Galà del Made in Italy (Rai 1, 2009)
- Concerto di Natale in Senato (Rai 1, 2010-2011)
- Centocinquanta (Rai 1, 2011)
- Le iene (Italia 1, 8 marzo 2012)
- Il viaggio (Rai 3, 2012-2013)
- Una serata sul Titano (San Marino RTV, 2014-2015)
- Techetechete' (Rai 1, 20 luglio 2015) Puntata 38
- I fatti vostri - rubrica Storie di televisione (Rai 2, 2016-2017)
- Buon compleanno...Pippo (Rai 1, 7 giugno 2019)
- Domenica con... (Rai Storia, 14 giugno 2020)
- La grande opera all'Arena di Verona (Rai 3, 2021)

## Filmografia

### Cinema
- Zum Zum Zum - La canzone che mi passa per la testa, regia di Bruno Corbucci – se stesso (1968)
- Zum Zum Zum nº 2, regia di Bruno Corbucci – se stesso (1969)
- Il suo nome è Donna Rosa, regia di Ettore Maria Fizzarotti (1969)
- W le donne, regia di Aldo Grimaldi (1970)
- L'esercito più pazzo del mondo, regia di Marino Girolami – se stesso (1981)
- "FF.SS." - Cioè: "...che mi hai portato a fare sopra a Posillipo se non mi vuoi più bene?", regia di Renzo Arbore – se stesso (1983)
- Sono un fenomeno paranormale, regia di Sergio Corbucci – se stesso (1985)
- Anni 90 - Parte II, regia di Enrico Oldoini (1993)
- Come inguaiammo il cinema italiano - La vera storia di Franco e Ciccio, regia di Ciprì e Maresco – documentario (2004)
- L'ultimo gattopardo - Ritratto di Goffredo Lombardo, regia di Giuseppe Tornatore – documentario (2010)
- Tutti al mare, regia di Matteo Cerami – se stesso (2010)
- Alberto il grande, regia di Carlo e Luca Verdone – docufilm (2013)
- Liberi tutti, regia di Luca Rea – documentario (2015)
- Il mio amico Massimo, regia di Alessandro Bencivenga – docufilm (2022)

### Televisione
- Delitto in via Teulada, regia di Aldo Lado – film TV (1979)
- Casa Cecilia – serie TV, episodio 1 (1982)
- I promessi sposi, regia di Massimo Lopez, Anna Marchesini e Tullio Solenghi – miniserie TV (1990)
- Un inviato molto speciale – serie TV, episodio 1x06 (1992)

## Teatro
- Tutto per bene di Luigi Pirandello, regia di Turi Ferro (1955)
- Aspettando Godot di Samuel Beckett, regia di Pippo Baudo (1956)
- 4 in matrimonio di Pippo Baudo – rivista (1956)
- Donna presente sconfitta presente..., commedia musicale in due atti di Pippo Baudo (1957)
- A carte scoperte – rivista (1958)
- Il Ficcanaso, con Pippo Baudo, Tuccio Musumeci, Antonella D'Oro, Annamaria Fabris – rivista (1957-1959)
- Scanzonatissimo di Dino Verde e Bruno Broccoli, con Alighiero Noschese – rivista (1965)
- L'ora della fantasia (1971-1972)
- Alle 9 sottocasa (1976)
- L'uomo che inventò la televisione (1997)
- Sistina Story (2014)

## Radio
- Applausi... a (Radio Rai, 1961)
- Gran Galà (Radio Rai, 1961)
- Il mondo del varietà (Radio Rai, 1961)
- Viaggio Azzurro (Radio Rai, 1961)
- Motivi di Festa (Radio Rai, 1962-1964)
- Musica all'aria aperta (Radio Rai, 1962)
- Domenica Insieme (Radio Rai, 1962-1965)
- Festival della canzone napoletana (Radio Rai, 1963, 1965-1966)
- Un anno in parata (Radio Rai, 1964)
- Caccia grossa (Radio Rai, 1965-1966)
- Carnet d'estate (Radio Rai, 1965)
- Carnet d'autunno (Radio Rai, 1965)
- Ma voi capirete... (Radio Rai, 1966) - Radiocommedia
- Le sette belle (Radio Rai, 1968)
- Caccia alla voce (Radio Rai, 1968-1970)
- Juke Box (Radio Rai, 1968)
- Riusciranno gli ascoltatori a seguire questo nostro programma senza addormentarsi prima della fine? (Radio Rai, 1969)
- Baudo... settete! (Radio Rai, 1970)
- Braccio di Ferro (Radio Rai, 1971)
- Bellissime (Radio Rai, 1970-1972)
- Jockey Man (Radio Rai, 1971-1972)
- Un complesso per telefono (Radio Rai, 1972)
- Settimana corta (Radio Rai, 1973)
- Ragazzi organizzatevi (Radio Rai, 1974)
- Voi ed io, (Radio Rai, 1974-1975)
- Musiche da Venezia (Radio Rai, 1975)
- Il Domenicone (Radio Rai Sicilia, 1976)
- Miss Italia (Radio Rai, 1976)
- Oh che peccato quanto mi dispiace (Radio Rai Sicilia, 1977)
- Stadio quiz, (Radio Rai, 1978-1979)
- Permette cavallo? (Radio Rai, 1982)
- Questa è l'arena: qui è nata Maria Callas (Radio Rai, 1986)

## Discografia

### Album
- 1966 – Pippo Baudo racconta..... (Équipe, EQLP 1002, LP)

### Singoli
- 1971 – Gingi/La freccia d'oro (Philips, 6025 026, 7")
- 1979 – Le ricette in musica (Fonola/Althea, 7")

### Brani scritti per altri artisti
- 1967 – Una domenica così (RCA, PM45-3425) per Gianni Morandi
- 1968 – Amore per la vita (Polydor, NH-29811) per Orietta Berti
- 1969 – Donna Rosa (Riviera, RIV/NP 77015) per Nino Ferrer
- 1972 – Vieni via con me (Taratapunzi-e) (Durium, Ld A 7780) per Loretta Goggi
- 1972 – Yeah! (Durium, Ld A 7791) per Loretta Goggi
- 1975 – La tartaruga/Al pranzo di gala di Babbo Natale (Numero Uno ZN 50343) per Bruno Lauzi
- 1975 – Birilli, stelle e musica/Donne donne (Derby DBR 3156) per Marchio Depositato
- 1977 – Isotta/Ninna Nanna Nonna (Cinevox, SC 1103) per Pippo Franco
- 1979 – Il millepiedi/Storia di una caramella (Cinevox, SC 1123) per Enrico Montesano
- 1979 – Il re della Polonia/Il barone e il passerotto (Cinevox, SC 1132) per Enrico Montesano
- 1979 – San Qualcuno/Ufo Ufetto (Cinevox, SC 1134) per Enrico Montesano
- 1979 – Il pulcino/La marcia della frutta (Cinevox, SC 1135) per Enrico Montesano
- 1980 – La balena/Settimo giorno (Cinevox, SC 1150) per Orietta Berti
- 1980 – Io, soltanto io/Io di più (RCA, BB 6485) per Lino Toffolo

## Pubblicità

### Partecipazione a Carosello
Pippo Baudo ha partecipato a numerose serie di sketch della rubrica pubblicitaria televisiva Carosello:
- nel 1962 con Franco Odoardi e Roberto Paoletti pubblicizzò la Crema Belpaese della Galbani;
- nel 1962 e 1963 le confezioni maschili della Lebole;
- nel 1965 con Alberto Rabagliati, Gisella Sofio e Maria Teresa Orsini la carne in scatola Simmenthal;
- dal 1967 al 1969 il panettone e i gelati Motta;
- nel 1969 con Emy Cesaroni i gelati Motta;
- nel 1969 e 1970 il panettone e ancora i gelati Motta;
- nel 1976 il gioco dell'Enalotto.

### Testimonialnelle campagne pubblicitarie
- Nel 1979 è testimonial dei Surgelati Althea, per i quali incide anche l'LP Pippo Baudo presenta le ricette in musica
- Dal 1985 al 1986 è testimonial per la stampa e la Tv delle Pagine Gialle
- Dal 1989 al 1997 è testimonial per la stampa e la Tv del Kimbo Caffè
- Nel 1990 è testimonial delle Bibite Tomarchio Naturà
- Nel 1991 è testimonial dei Supermercati Sma
- Dal 2001 al 2002 è testimonial nella campagna pubblicitaria per l'introduzione dell'euro
- Dal 2003 al 2006 è testimonial dell'Acqua minerale Santa Croce
- Nel 2006 è testimonial con Claudio Amendola ed Elisabetta Gregoraci della 3 Italia
- Dal 2006 al 2009 è testimonial del Caffè Palombini
- Nel 2018 è testimonial della REA (Radiotelevisioni Europee Associate) per la manifestazione di Roma in favore delle emittenti televisive e radiofoniche locali[144]
- Nel 2020 è testimonial di A Catania turismo è... per l'Università degli Studi di Catania

## Libri
- Secondo voi. Il libro dei perché, a cura di, Milano, Sperling & Kupfer, 1977.
- Secondo voi. Manuale dei 1000 quiz televisivi. 50 anni di cronaca, politica, storia, sport, spettacoli Radio-TV, musica, letteratura, arte, scienze, con Adolfo Perani, Torino, PEA, 1977.
- Il sorridivacanza. Pretesti da sorriso selezionati da Pippo Baudo, Milano, Rusconi, 1977.
- Un anno in...sieme, con Giorgio Cajati, Milano, A. Mondadori, 1984.
- Intervista col successo, Trento, Reverdito, 1987. ISBN 88-342-0174-4
- La mia TV. Quarant'anni di televisione italiana, Torino, La Stampa, 1996. ISBN 88-7783-102-2
- In scena - Conversazione con Tuccio Musumeci, di Santino Mirabella, prefazione di Pippo Baudo, Flaccovio Editore, Palermo, 2011. ISBN 88-7804-302-8, ISBN 978-88-7804-302-2
- I politici e il controllo della televisione, con un'intervista a Pippo Baudo, di Gennaro Pesante, Historica Edizioni, Cesena 2016. ISBN 978-88-99241-67-4
- Ecco a voi. Una storia italiana, con Paolo Conti, Milano, Solferino, 2018. ISBN 978-88-282-0066-6

## Curiosità
All'inizio della carriera ebbe un nomignolo popolare: era chiamato il «Pennellone», in modo scherzoso e affettuoso, per via della sua corporatura longilinea e l'altezza della statura. Più tardi, come personaggio "Pennellone" era il padre di Lucia, nella parodia televisiva de I Promessi Sposi, realizzata nel 1990 dal Trio Marchesini-Solenghi-Lopez. Questo soprannome è rimasto nella cultura pop come un riferimento iconico alla sua figura e al suo stile.
La sua figura entra nel mondo dei fumetti. Negli anni Ottanta compare in parodie disneyane nella storia Pippo e le mele verdi (1989), ribattezzato Pippo Miaudo. Nel 2014 supervisionò una storia celebrativa per i 60 anni della Rai, Topolino e il Collezionista di Stelle, scritta da Francesco Artibani e disegnata da Alessandro Perina: riappare Pippo come alter ego di Pippo Bau, cugino di Pippo Disney, archivista della Radiotelevisione Topolinese.
Tra i vignettisti e illustratori che si sono occupati di Pippo Baudo, è stato raffigurato in numerose caricature e vignette create da diversi artisti, per fare solo qualche nome, come Giorgio Forattini per la Repubblica (1988), quelle firmate dal pittore Alvaro Corghi nel 1986, Nico Pillinini per le nozze con la Ricciarelli, le caricature nelle Figurine Panini n.48 per la serie "Cantanti e personaggi dello spettacolo" (1968) o per gli album TV Sorrisi e Canzoni.
Pippo Baudo fu presente al Carosello televisivo nel 1968, proponendo sketch da cantante-fantasista per Motta, richiamando il personaggio del "nero" Al Jolson, già proposto nel film Il cantante di jazz.

## Riconoscimenti

### Principali
- Gran Premio Internazionale dello Spettacolo
  - 1981 – Telegatto per Domenica in
  - 1985 – Telegatto per Fantastico 5
  - 1985 – Telegatto per Domenica in
  - 1986 – Telegatto al personaggio maschile dell'anno
  - 1987 – Telegatto al personaggio televisivo dell'anno nel concorso I Magnifici Sette
  - 1987 – Telegatto al personaggio maschile dell'anno
  - 1987 – Telegatto per Festival di Sanremo 1987
  - 1995 – Telegatto al personaggio maschile dell'anno
  - 1995 – Telegatto per Festival di Sanremo 1995
  - 1996 – Telegatto al personaggio maschile dell'anno
  - 1996 – Telegatto per Luna Park
  - 2002 – Telegatto per Festival di Sanremo 2002
  - 2003 – Telegatto per Telegatti 2002
  - 2007 – Telegatto alla carriera (Telegatto di Platino)
- Premio Regia Televisiva
  - 1984 per Domenica In
  - 1985 come personaggio maschile dell'anno
  - 1986 come personaggio maschile dell'anno
  - 1987 come personaggio maschile dell'anno
  - 1987 per Fantastico 7
  - 1996 per Festival di Sanremo 1996 nella categoria Eventi Tv
  - 1996 per Festival di Sanremo 1996 nella categoria Grandi Ascolti
  - 2000 alla carriera
  - 2001 per Novecento
  - 2002 per Festival di Sanremo 2002
  - 2003 per Festival di Sanremo 2003
  - 2007 per Festival di Sanremo 2007

### Altri riconoscimenti
- Premio penisola Sorrentina sezione Dino Verde per la televisione (2015)[154]
- Premio alla carriera città di Sanremo (2013)
- Premio Internazionale "G. Falcone - P. Borsellino" per l'impegno sociale (2014)

## Record
Pippo Baudo detiene il record di partecipazioni come conduttore al Festival di Sanremo, essendo tra i volti più longevi e influenti della manifestazione. La tabella seguente elenca tutte le edizioni da lui condotte, indicando anno, numero dell'edizione, co-conduttori e vallette, vincitori e eventuali note su eventi o curiosità di rilievo.
| #  | Anno | Edizione | Co-conduttori/Vallette                                        | Vincitore                                                                                               | Note                                                                     |
| -- | ---- | -------- | ------------------------------------------------------------- | --- | ------------------------------------------------------------------------ |
| 1  | 1968 | 18ª      | Luisa Rivelli                                                 | Sergio Endrigo e Roberto Carlos – Canzone per te                                                        | Prima conduzione di Baudo al Festival.                                   |
| 2  | 1984 | 34ª      | Edy Angelillo, Elisabetta Gardini, Iris Peynado, Tiziana Pini | Al Bano e Romina Power – Ci sarà                                                                        | Introduzione della sezione "Nuove proposte"; esibizione dei Queen.       |
| 3  | 1985 | 35ª      | Patty Brard                                                   | Ricchi e Poveri – Se m'innamoro                                                                         | Esibizione dei Duran Duran; scene di isteria collettiva tra il pubblico. |
| 4  | 1987 | 37ª      | Carlo Massarini                                               | Gianni Morandi, Enrico Ruggeri e Umberto Tozzi – Si può dare di più                                     | Edizione più seguita di sempre con il 68,95% di share medio.             |
| 5  | 1992 | 42ª      | Alba Parietti, Brigitte Nielsen, Milly Carlucci               | Luca Barbarossa – Portami a ballare (Campioni), Aleandro Baldi e Francesca Alotta – Non amarmi (Novità) | Introduzione delle eliminazioni serali tra i Campioni.                   |
| 6  | 1993 | 43ª      | Lorella Cuccarini                                             | Enrico Ruggeri – Mistero (Campioni), Laura Pausini – La solitudine (Novità)                             | Polemiche per il brano di Nek In te (il figlio che non vuoi).            |
| 7  | 1994 | 44ª      | Anna Oxa, Cannelle                                            | Aleandro Baldi – Passerà (Campioni), Andrea Bocelli – Il mare calmo della sera (Novità)                 | Baudo anche direttore artistico; esibizione di Bruce Springsteen.        |
| 8  | 1995 | 45ª      | Anna Falchi, Claudia Koll                                     | Giorgia – Come saprei (Campioni), Neri per Caso – Le ragazze (Novità)                                   | Tentativo di suicidio dagli spalti dell'Ariston sventato dal conduttore. |
| 9  | 1996 | 46ª      | Sabrina Ferilli, Valeria Mazza                                | Ron e Tosca – Vorrei incontrarti fra cent'anni (Campioni), Syria – Non ci sto (Novità)                  |                                                                          |
| 10 | 2002 | 52ª      | Manuela Arcuri, Vittoria Belvedere                            | Matia Bazar – Messaggio d'amore (Campioni), Anna Tatangelo – Doppiamente fragili (Giovani)              |                                                                          |
| 11 | 2003 | 53ª      | Serena Autieri, Claudia Gerini                                | Alexia – Per dire di no (Campioni), Dolcenera – Siamo tutti là fuori (Giovani)                          | Polemiche per la partecipazione di Alina, 12 anni, come Giovane.         |
| 12 | 2007 | 57ª      | Michelle Hunziker                                             | Simone Cristicchi – Ti regalerò una rosa (Campioni), Fabrizio Moro – Pensa (Giovani)                    |                                                                          |
| 13 | 2008 | 58ª      | Piero Chiambretti, Bianca Guaccero, Andrea Osvárt             | Giò Di Tonno e Lola Ponce – Colpo di fulmine (Campioni), Sonohra – L'amore (Giovani)                    |                                                                          |